# Brunei aux Jeux olympiques d'été de 2000
Brunei participe aux Jeux olympiques d'été de 2000 à Sydney. Il s'agit de leur 2e participation aux Jeux d'été.
La délégation comprend un tireur sportif, le prince Abdul Hakeem Jefri Bolkiah, neveu du sultan Hassanal Bolkiah, qui avait participé à la précédente olympiade ainsi que l'athlète Haseri Asli, porte-drapeau à la cérémonie d'ouverture.

## Résultats

### Athlétisme
Brunei bénéficie d'une place attribuée au nom de l'universalité des Jeux.
| Athlète     | Épreuve        | 1er tour | 1er tour | Demi-finale | Demi-finale | Finale  | Finale  |
| Athlète     | Épreuve        | Temps    | Rang     | Temps       | Rang        | Temps   | Rang    |
| ----------- | -------------- | -------- | -------- | ----------- | ----------- | ------- | ------- |
| Haseri Asli | 100 m masculin | 11 s 11  | 8e       | Éliminé     | Éliminé     | Éliminé | Éliminé |

### Tir
Abdul Hakeem Jefri Bolkiah avait participé aux Jeux olympiques d'Atlanta finissant dans les dernières places ; ce dernier s'est aussi engagé dans les championnats du monde de tir aux plateaux 1998 avec un score de qualification de 104. Pour ses seconds jeux, il améliore son score mais reste très loin des meilleurs.
| Athlète                    | Compétition  | Qualification | Qualification | Finale  | Finale  |
| Athlète                    | Compétition  | Points        | Rang          | Points  | Rang    |
| -------------------------- | ------------ | ------------- | ------------- | ------- | ------- |
| Abdul Hakeem Jefri Bolkiah | Skeet hommes | 114           | 45            | Éliminé | Éliminé |